# Deutsche Kammerphilharmonie Bremen

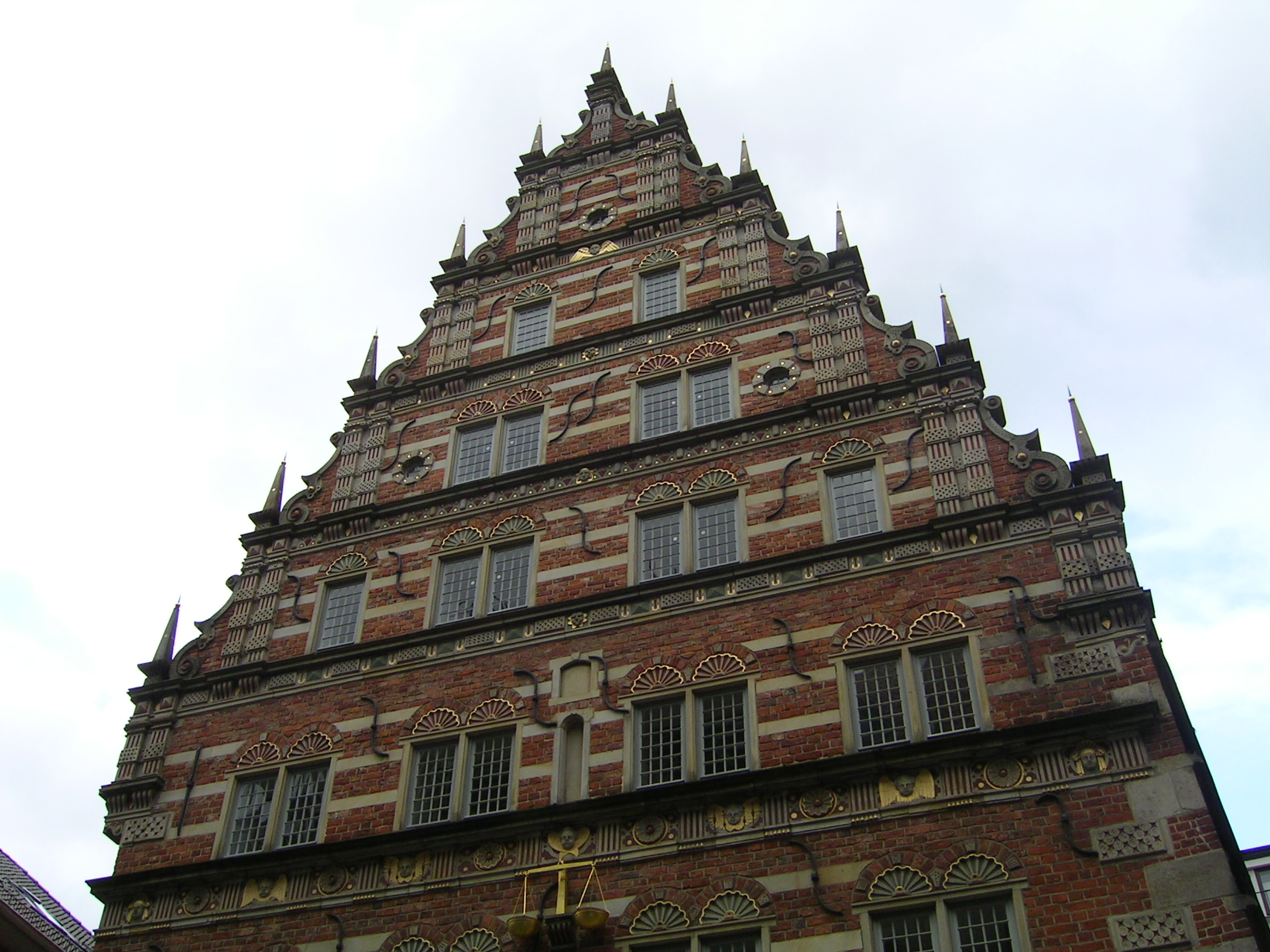
Kulturhaus Stadtwaage Bremen

La Deutsche Kammerphilharmonie Bremen (lett. "Filarmonica da camera tedesca di Brema") è una orchestra da camera con sede a Brema, Germania, con residenza nello storico edificio Stadtwaage.

## Storia
Un gruppo di studenti di musica fondò l'orchestra nel 1980 a Francoforte, inizialmente come un gruppo che i musicisti possedevano privatamente e senza un direttore d'orchestra. I musicisti si assumono la responsabilità della gestione finanziaria e artistica. Circa il 40% dei costi dell'organizzazione proviene dalle autorità governative tedesche. Hanno collaborato con ricercatori dell'Università di Saarbrücken per sviluppare uno strumento di gestione, il Modello dei 5 secondi.
I primi notevoli concerti inclusero un'apparizione nel 1983 alle Nazioni Unite e spettacoli con Gidon Kremer al Festival di Lockenhaus nel 1984 e nel 1985. L'orchestra acquisì lo status professionale nel 1987 e si trasferì a Brema nel 1992. Un gruppo derivato, i Solisti dei fiati della Deutsche Kammerphilharmonie Brema è un gruppo affermato dal 1990. A Brema l'orchestra presenta due serie di abbonamenti, concerti speciali, due serie di musica da camera e un festival all'aria aperta Estate a Lesmona. L'orchestra è stata l'orchestra residente al Festival Musicale di Brema dal 1998 e all'International Beethovenfest di Bonn dal 2005. A partire dal 2017 la Deutsche Kammerphilharmonie Bremen è l'orchestra redidente al Festival Kissinger Sommer.
Tra i direttori del passato che hanno lavorato come direttori ospiti principali o direttori artistici figurano Mario Venzago, Heinrich Schiff, Jiří Bělohlávek e Thomas Hengelbrock. Daniel Harding è stato direttore musicale dell'orchestra dal 1999 al 2003. Paavo Järvi è stato il direttore artistico dell'orchestra dal 2004.

## Registrazioni
La Deutsche Kammerphilharmonie di Brema ha registrato numerosi Compact Disc per etichette quali Deutsche Grammophon, Teldec, EMI Classics, BMG, Virgin Classics, Decca, Berlin Classics, Chandos Records e PentaTone. La Deutsche Kammerphilharmonie di Brema ha registrato numerosi Compact Disc per etichette quali Deutsche Grammophon, Teldec, EMI Classics, BMG, Virgin Classics, Decca, Berlin Classics, Chandos Records e PentaTone.